# Кучеров, Евгений Васильевич
Евге́ний Васи́льевич Кучеров (10 мая 1924, с. Тастуба— 12 июля 2005, Уфа) — ботаник, доктор биологических наук (1974), чл.-корреспондент АН РБ (1991), профессор, Заслуженный деятель науки РФ (1991), БАССР (1974). Почётный член Всероссийского общества охраны природы (1964), Русского ботанического общества (1993).

## Биография
Кучеров Евгений Васильевич родился 10 мая в селе Тастуба Месягутовского кантона БАССР, ныне Дуванского района РБ.
В 1974 году окончил Башкирский сельскохозяйственный институт.
С 1958 года Кучеров — заведующий лабораторией растительных ресурсов в Институте биологии БФ АН СССР.
Им создано новое научное направление — ботаническое ресурсоведение.
Научное направление работ Кучерова — изучение лекарственных растений и составление карты их распространения. Он изучил более 100 видов медоносных растений, занимался вопросами интродукции новых культур. Возглавлял флористические исследования.
Кучеров был одним из создателей башкирского отделения Русского ботанического общества, Общества охраны природы.

## Труды
Е. Кучеров — автор более 500 научных трудов, включая «Красную книгу БАССР».
- «Определитель высших растений Башкирии» (в 2 т. 1988, 1989)
- Полезные растения Южного Урала. М., 1976;
- Ресурсы и интродукция полезных растений в Башкирии. М., 1979;
- Лекарственные растения Башкирии: их использование и охрана. Уфа, 1990.
- Кучеров Е. В., Мулдашев А. А., Галеева А. Х. и др. Биология и экология основных видов полезных растений на Южном Урале. — М.: Наука, 1993. — С. 197—202. — 232 с. — ISBN 5-02-004208-0.

## Награды
Награждён орденом «Знак Почёта» (1974). Заслуженный деятель науки РФ (1991), БАССР (1974).